# Nuoro
Nuoro (italijansko: [ˈnuːoro]  or less correctly [ˈnwɔːro]; sardsko Nùgoro [ˈnuɣɔɾɔ]) je mesto in občina v osrednjem vzhodu Sardinije v Italiji, na pobočju gore Ortobene. Je glavno mesto pokrajine Nuoro. S 36.347 prebivalci (2011) je šesto največje mesto na Sardiniji. Njegovo frazione (okrožje) Lollove je eno izmed I Borghi più belli d'Italia ('Najlepše vasi Italije').
Nuoro je rojstni kraj več priznanih umetnikov, vključno s pisatelji, pesniki, slikarji, kiparji, in gosti nekaj najpomembnejših muzejev na Sardiniji. Velja za pomembno kulturno središče italijanske dežele in ga imenujejo sardinske Atene.[7] Nuoro je rojstni kraj Grazie Deledda, edine Italijanke, ki je (1926) dobila Nobelovo nagrado za književnost.

## Zgodovina
Najzgodnejši sledovi človeške poselitve na območju Nuoro (imenovanem Nuorese) so tako imenovani Domus de Janas, v skalo vklesane grobnice iz 3. tisočletja pr. n. št. Vendar pa so bili odkriti tudi fragmenti keramike kulture Ozieri in datirani v ok. 3500 pr. n. št..
Nuorese je bilo središče nuraške civilizacije (ki se je na Sardiniji razvila od okoli 1500 pr. n. št. do okoli 250 pr. n. št.), kar potrjuje več kot 30 nuraških najdišč, kot je vas, odkrita na podeželju Tanca Manna, tik pred Nuorom, ki je bila sestavljena iz približno 800 koč.
Nuorese je prečkala rimska cesta, ki je povezovala Karalis (Cagliari) z Ulbijo (Olbia). Zapuščino rimske kolonizacije je mogoče najti predvsem v raznolikosti sardinskega jezika, ki se še danes govori v Nuoru: nuoreška sardinščina velja za najbolj konzervativno narečje sardinščine, ki je posledično najbolj konzervativen romanski jezik.
Po padcu Zahodnega rimskega cesarstva so Sardinijo najprej zasedli Vandali, nato pa Bizantinci. Po pismih papeža Gregorja I. je romanizirana in pokristjanjena kultura (tista provinciales) obstajala skupaj z več poganskimi kulturami (tistimi Gens Barbaricina, tj. 'barbarsko ljudstvo'), ki so bile večinoma v notranjosti otoka. Ko je bizantinski nadzor popustil, so se pojavili judikati. Majhna vas, znana kot Nugor, se pojavlja na nekaterih srednjeveških dokumentih 11.–13. stoletja. V naslednjih dveh stoletjih je narasla na več kot 1000 prebivalcev. Nuoro je ostal srednje pomembno mesto pod aragonsko in špansko prevlado na Sardiniji, dokler ga v poznem 17. stoletju nista prizadeli lakota in kuga.
Po priključitvi Kraljevini Sardiniji je mesto postalo upravno središče območja in leta 1836 dobilo naziv mesta.

## Geografija
Mesto se razprostira na granitni planoti na približno 554 metrih nadmorske višine. (hiše so med 450 in 650 m nadmorske višine), ob vznožju gore Ortobene, visoke 955 metrov in med hribi Ugolio, Biscollai, Cucullio, Tanca Manna, Thigoloboe, Monte Gurtei in Sant'Onofrio. Na zahodu se mesto konča s planoto Corte. Nuoro je sedmo najvišje glavno mesto province v Italiji, za Enno, Potenzo, L'Aquilo, Campobassom, Aosto in Caltanissetto.
Nuoro uživa, tako kot skoraj vse občine na Sardiniji, zmerno sredozemsko podnebje, v katerem prevladuje ponavljajoči se mistral (veter), z zmerno vročimi poletji in hladnimi zimami, ki le redko zmrzujejo.
Vendar pa razmeroma visoka nadmorska višina in posebna geografska lega mesta dajeta prednost nenadnim padcem temperature ob hladnih valovih s severa, zlasti severovzhoda. Nuoro občasno doživi tudi vroč jugo, ki prihaja iz doline Dorgali in pogosto povzroča zelo močan dež.
Povprečna letna temperatura se giblje med 13 in 15 °C, odvisno od let (povprečje 2004: +13,09 °C / povprečje 2005: +13,07 °C / povprečje 2006: +14,30 °C). Pozimi so številne pozebe (57 v letu 2004), poleti pa so dnevi s temperaturo nad 35 °C precej redki (v letu 2004 niti ena), tudi zaradi dejstva, da morski vetrič pogosto uspe doseči mesto.

## Kultura
Od leta 1972 v Nuoru deluje Istituto superiore regionale etnografico (ISRE), ki je ustanova, ki spodbuja preučevanje in dokumentiranje družbenega in kulturnega življenja Sardinije v njegovih tradicionalnih manifestacijah in transformacijah. Pravzaprav poleg upravljanja muzejev in knjižnic organizira nacionalne in mednarodne dogodke, vključno s: Sardinski mednarodni festival etnografskega filma (SIEFF) in Festival Biennale Italiano dell’Etnografia (ETNU) (italijanski bienalni festival etnografije).

### Muzeji
- Etnografski muzej Sardinije (Museo Etnografico Sardo)
- Muzej Grazie Deledda (Museo Deleddiano)
- Muzej sodobne umetnosti province Nuoro (M.A.N., Museo d’Arte Provincia di Nuoro)
- Narodni arheološki muzej Nuoro (Museo Archeologico Nazionale di Nuoro)
- Museo Ciusa, muzej posvečen Francescu Ciusa in drugim umetnikom
- Spazio Ilisso
- Muzej keramike (Museo della Ceramica)

### Spomeniki in zgodovinska mesta
- Stolnica Marije Snežne
- Piazza Sebastiano Satta
- Chiesa di Nostra Signora delle Grazie
- Chiesa della Solitudine
- Odrešenikov kip, Monte Ortobene, 7 metrov visok bronasti kip Vincenza Geracea, postavljen 29. avgusta 1901
- Nuragi] Ugolio
- Chiesa di San Carlo, cerkev, zgrajena v 17. stoletju, ki vsebuje kopijo mojstrovine Francesca Ciuse La madre dell'ucciso
- Sas Birghines, Domus de Janas v Monte Ortobene
- Madona iz Montenera v svetišču, Monte Ortobene